# Henrieta Moravčíková
Henrieta Moravčíková (rozená Hammer, *2. listopadu 1963 Bratislava) je slovenská profesorka a teoretička architektury.

## Život
V roce 1987 absolvovala Fakultu architektury Slovenské technické univerzitě v Bratislavě. V roce 2006 se habilitovala na docentku a v roce 2014 na profesorku. Začala se věnovat teorii, výzkumu a publikační činnosti, zejména v oblasti moderní a současné architektury. V devadesátých letech 20. století se věnovala publikační činnosti a reflexi současných architektů (Branislav Somora, architekti Bogár – Králik – Urban, Ľubomír Závodný).
Od roku 2014 působí jako profesorka na Fakultě architektury Slovenské technické univerzity. Věnuje se teorii, historii a kritice architektury 20. a 21. století. Je redaktorkou a členkou redakční rady vědeckého časopisu Architectura & Urbanismus. V letech 1997–2009 byla šéfredaktorkou měsíčníku Arch, který se věnuje architektuře a jiným kulturám. Od roku 2000 je předsedkyní slovenské pracovní skupiny mezinárodní organizace pro výzkum a ochranu moderní architektury DOCOMOMO.
Publikovala několik monografií, desítky studií a kritik architektury 20. a 21. století. Připravila několik domácích i zahraničních architektonických výstav. Je spoluautorkou (s Matúšem Dullem) rozsáhlé knižní publikace Architektura Slovenska ve 20. století (Slovart 2002) a sestavovatelkou první ucelené monografie o slovenské architektuře Architektura na Slovensku: stručné dějiny (Slovart 2005).
S Matúšem Dullem spolupracovala na dokumentárním filmu Ladislava Kaboše o moderní architektuře na Slovensku, který v roce 2008 natočila Slovenská televize. Je dvojnásobnou laureátkou Ceny Literárního fondu a dvojnásobnou laureátkou Ceny Martina Kusého za teoretické práce v oblasti architektury. V roce 2014 vydala svůj rozsáhlý výzkum o dosud neznámém architektovi knižně pod názvem Friedrich Weinwurm – Architekt/Architect (Slovart). Kde interpretuje architektovo dílo a osvětluje dosud neznámé skutečnosti související s jeho tvorbou. Nechybí ani srovnání Weinwurmova díla se současnými architektonickými projevy domácí i zahraniční scény a jeho zařazení v kontextu domácí i širší evropské architektonické situace. Na základě publikovaného výzkumu připravila v roce 2018 (společně s D. Haberlandem) samostatnou výstavu Friedrich Weinwurm: A New Journey ve Slovenské národní galerii v Bratislavě. Výstava připomněla dílo a architekturu Friedricha Weinwurma (1885–1942), nejvýznamnějšího představitele architektonické avantgardy na Slovensku.
Je manželkou architekta Ing. arch. Petra Moravčíka.